# Besik Kuduchov
Besik Serodinovitj Kuduchov (ryska: Бесик Серoдинович Кудухов), född 15 augusti 1986 i Tschilon i Georgiska SSR, Sovjetunionen, död 29 december 2013 i Armavir i Krasnodar kraj, Ryssland. Han var en rysk brottare av ossetiskt ursprung som tog OS-brons i bantamvikt i fristilsklassen 2008 i Peking och han tog dessutom silver i fjädervikt 2012 i London. På meritlistan hade han även fyra VM-guld (2007, 2009, 2010, 2011).
Besik Kuduchov omkom 2013 då han krockade med en lastbil i staden Armavir mellan Krasnodar och Vladikavkaz i södra Ryssland.